# Ianitor
En la Antigua Roma, el ianitor era el portero de las casas romanas, normalmente un esclavo, cuya misión era facilitar la entrada a las visitas y alejar a los inoportunos.